# Agnes Goodsir

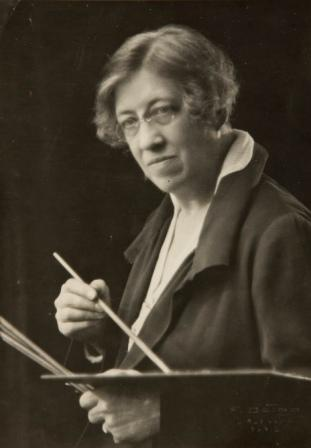
Agnes Goodsir

Agnes Noyes Goodsir (Portland, 18 juni 1864 - Parijs, 11 augustus 1939) was een Australisch kunstschilderes.

## Leven  en werk
Goodsir volgde een technische studie aan de School of Mines and Industries in Bendigo, maar koos uiteindelijk voor een artistieke loopbaan. In 1899 emigreerde ze vanuit Australië naar Parijs en bezocht daar de Académie Delécluse, de Académie Julian en de Académie Colarossi. Na de Eerste Wereldoorlog maakte ze samen met onder andere Rupert Bunny deel uit van een kleine Australische kunstenaarskolonie op de linkeroever van de Seine. Vanaf die tijd zou ze erg succesvol worden als portretschilder. Ze portretteerde vooral vrouwen, maar ook beroemdheden zoals Benito Mussolini en Banjo Paterson. Ook maakte ze stillevens en interieurwerken. Haar werk valt op door een strakke compositie.
Goodsir pendelde in de jaren twintig en dertig vaak op en neer tussen Parijs en Londen, waar ze een bekende verschijning was in lesbische kringen. Ze exposeerde onder andere bij de Société des Artistes Indépendants, de Société Nationale des Beaux-Arts en de Royal Academy of Arts. In 1939 overleed ze te Parijs, 75 jaar oud. Haar werk is momenteel onder andere te zien in de National Gallery of Australia in Canberra en de National Gallery of Victoria. De gemeente Bendigo looft jaarlijks een naar haar vernoemde studiebeurs uit voor studenten die in Europa gaan studeren.

## Galerij

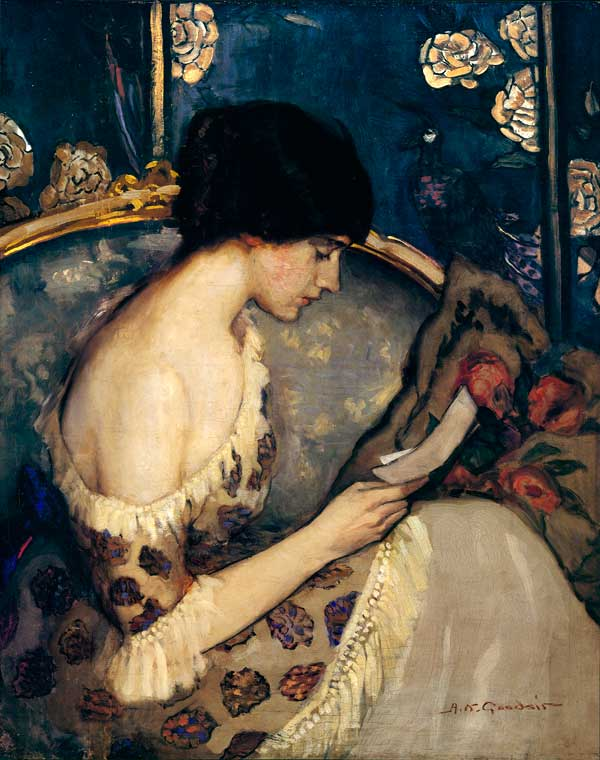
Girl on the couch, ca. 1915
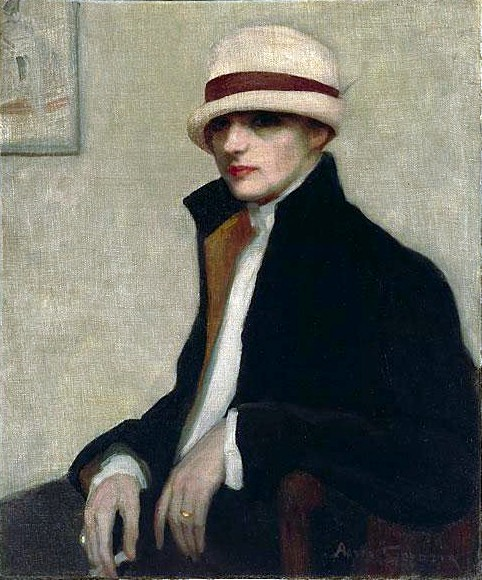
Parisienne, 1924, National Gallery of Australia, Canberra
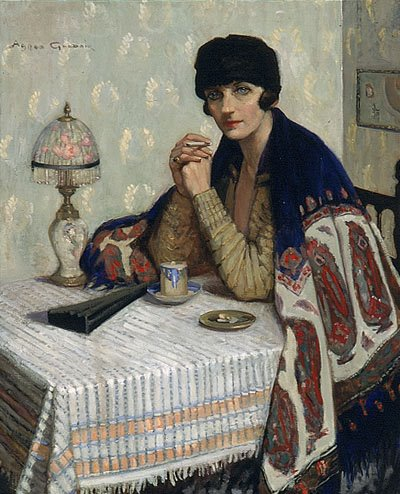
Girl with a cigarette, 1925
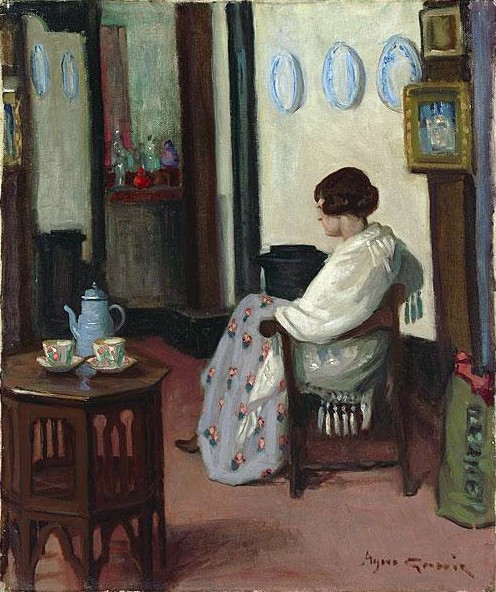
Woman in an interior